# 大増寺 (東京都港区)
大増寺（だいぞうじ）は、東京都港区にある浄土宗系の単立寺院。

## 歴史
1611年（慶長16年）、月山によって開山された。
元々は、現在の八丁堀の辺りに位置していた。そこには池があり、底から光を放っていた。月山が掘り起こすと観音菩薩像が出土した。月山はこの奇瑞を目の当たりにし、この像を「朝日観音」と名付け、寺を創建した。これが当寺の起源である。
1635年（寛永12年）に、幕府により立ち退きが命じられ、現在地に移転した。

## 交通アクセス
- 泉岳寺駅より徒歩12分。